# Cosmosoma bella
Cosmosoma bella är en fjärilsart som beskrevs av William James Kaye 1911. Cosmosoma bella ingår i släktet Cosmosoma och familjen björnspinnare. Inga underarter finns listade i Catalogue of Life.